# Alexandre Iliaș
Alexandre Iliaș (en romanès Alexandru Iliaș) fou un voivoda (príncep) de Valàquia (en romanes Țara Românească) entre els anys 1616 i 1618 i entre els anys 1627 i 1629 i Voivoda de Moldàvia entre els anys 1620 i 1621 i 1631 i 1633.
Alexandre era net del Voivoda moldau Alexandre IV Lăpușneanu, el seu pare va intentar prendre el control del tron de Valàquia l'any 1591 però fou derrotat i executat.
Alexandre es va educar a la cort del sultà otomà i era un dels homes de confiança que aquests tenien a Valàquia. Era un dels més propers col·laboradors de Radu Mihnea i quan aquest l'any 1616 prengué el control del tron del Principat de Moldàvia el va deixar al capdavant del tron de Valàquia. Va ser voivoda fins que l'any 1618 Gabriel Movilă amb el suport del Regne de Polònia el va destituir, i va haver de marxar cap Istanbul, on va seguir al servei del sultà.
L'any 1620 va ser encarregat de substituir Gaspar Graziani al capdavant del tron del Principat de Moldàvia. Hi va romandre fins que va ser substituït l'any següent per Esteve II Tomșa (en romanès Ștefan Tomșa). L'any 1627 era cridat de nou pels otomans per fer-se càrrec del tron de Valàquia aquest cop en substitució del fill de Radu Mihnea, Alexandre Coconul i hi va romandre durant dos anys, fins que fou substituït per Lleó Tomşa.
L'any 1631 va ser el candidat dels otomans per apartar del tron a Moises Movilă, que amb el suport del Regne de Polònia governava Moldàvia. Com a Voivoda de Moldàvia governà fins a l'any 1633 quan va ser substituït per Miron Barnovschi-Movilă i va morir a finals d'aquell mateix any o el 1666 segons altres fonts.
Va tenir dos fills, que van ser voivodes també al servei dels otomans. Radu Iliaş, voivoda de Valàquia i Ilie Alexandre, voivoda de Moldàvia.
Segons el cronista contemporani, Miron Costin (1633-1691) citat per Dan Horia Mazilu Iliaș hauria sigut un senyor poc zelós que més aviat preferia els plaers amb el seu amant gai, Batiste Veveli, en lloc de tenir cura dels assumptes del país.